# イオンマーケティング
イオンマーケティング株式会社は、千葉県千葉市美浜区の幕張新都心に本社を置く、2009年7月24日に設立されたイオン株式会社と株式会社NTTドコモ、イオンクレジットサービス株式会社の合弁会社である。

## 概要
イオンの電子マネーWAONなどの会員を、携帯電話会員に誘導しその携帯電話を活用したOne to Oneマーケティングを実施し、マーケティング事業、会員販促を請け負うクラブサポート事業、モバイル事業を展開を目的としている。設立当時の株主構成はイオン51％、NTTドコモ29％、イオンクレジットサービス20％であった。
POSデータ分析を中心とした売場や品揃え、価格政策の改善提案や、イオングループの会員サイトや、メールマガジン配信などを行う「モバイル」サービスを中心とした、イオンの「顧客マーケティング情報センター」を目指す。
携帯電話会員向けのコンテンツの開発、iコンシェルの応用などを実施予定。
2010年10月に開始した新サービス「イオンかざすクーポン」のICTインフラに富士通株式会社のクラウドサービスが提供されている。

## 歴史
- 2009年3月31日 - 設立を宣言（3社による基本合意）[5]
- 2009年7月24日 - 会社設立[7]